# Діабетична кома
Діабетична кома (лат. Coma diabeticum) — це невідкладний стан, що виникає як ускладення діабету і спричинює втрату свідомості, як наслідок гіперглікемії або гіпоглікемії. Якщо потерпілому вчасно не допомогти, це може призвести до незворотнього ушкодження мозку або смерті.

## Лікування
Лікування полягає в негайному поверненні рівня цукру в крові до норми і залежить від того чи це гіперглікемічна чи гіпоглікемічна кома.